# Dores (Civil Parish)

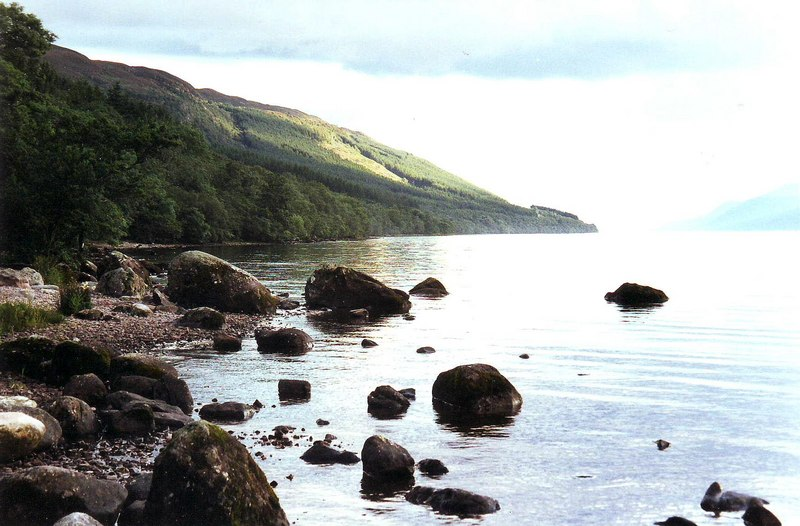
Am Ufer des Loch Ness

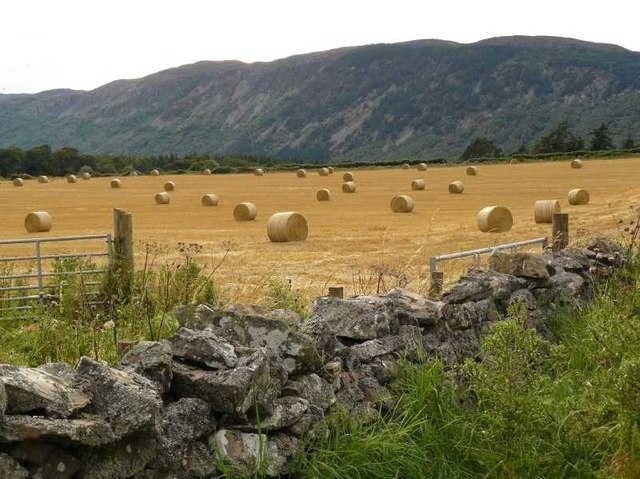
Landwirtschaft bei Dores

Dores ist eine historische Verwaltungseinheit (Civil Parish) im Norden von Schottland. Vom Typ her handelt es sich um eine Gemeinde. Sie lag südwestlich von Inverness in der heutigen Region Highland. In Bezug auf die traditionellen Grafschaften zählte Dores zu Inverness-shire. Vier weitere Civil Parishes waren angrenzend: Boleskine and Abertarff, Daviot and Dunlichity, Inverness and Bona sowie Urquhart and Glenmoriston.
Das Gebiet ist ländlich geprägt und dünn besiedelt. Der namensgebende Ort liegt am Ostufer des Loch Ness. Weitere, das Gebiet des Parishes begrenzende Seen sind der Loch Mhor im Süden, der Loch Ruthven im Osten sowie der Loch Duntelchaig im Nordosten. Vollständig innerhalb liegen Loch Ashie, Loch na Curra und Loch Ceo Glais. Zu den Ortschaften zählen Aultnagoire, Balnafoich, Errogie, Gorthleck und Torness. Als überregional bekannt gilt das im Norden gelegene Aldourie Castle.
Aus dem Civil Parish ging Ende des 20. Jahrhunderts die Community Council Area Dores and Essich hervor.